# Neoregostoma coccineum
Neoregostoma coccineum là một loài bọ cánh cứng trong họ Cerambycidae.